# Букмекер

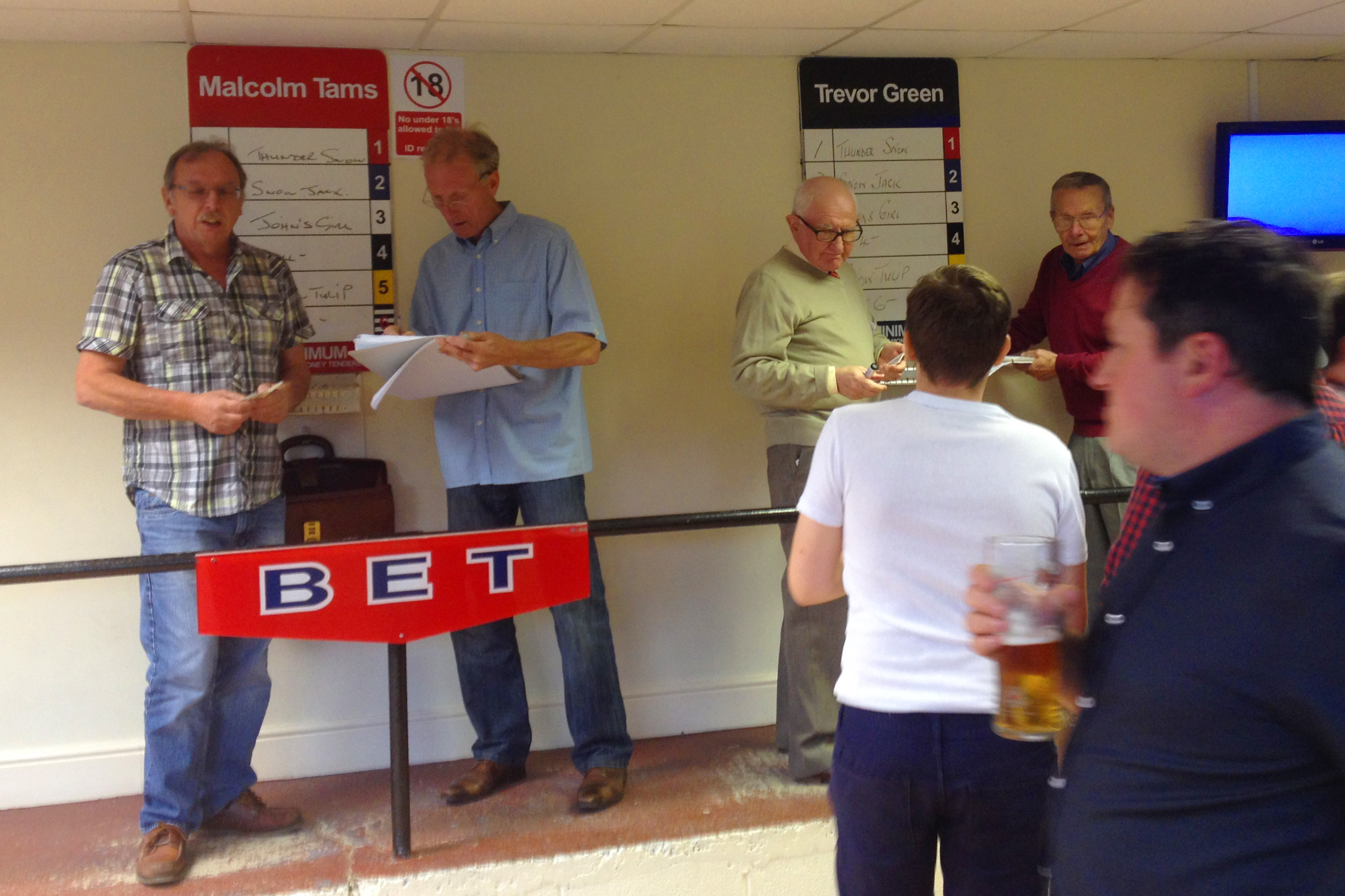
Букмекери приймають ставки на стадіоні Valley Greyhound в Уельсі, Британія

Букме́кер — людина, чиєю професією є отримувати гроші від тих, хто робить ставки.

## Історія
Сучасне букмекерство зародилося в XIX столітті, а його основоположником вважається французький крамар П'єр Олер. 1872 року він відкрив перший пункт з прийому ставок на результати кінних перегонів. З того часу основні принципи й правила букмекерської діяльності практично не змінилися. У Британії букмекерство з'явилося в XIX столітті. Ця країна утримує лідерство за числом букмекерських контор і гравців на тоталізаторі.
Широкого розмаху букмекерство набуло у США. Заборонене офіційно в більшості штатів (за винятком Невади зі столицею грального бізнесу Лас-Вегасом), букмекерство і тоталізатори стали в США предметом інтересу кримінальних кланів, які організовували підпільні пункти з прийому ставок. Разом із проституцією і підпільними закладами розпивання алкоголю, тоталізатори стали джерелом становлення капіталу американської мафії. У сферу укладення парі на гроші потрапили вже не тільки кінні перегони, але й їх різновид, собачі перегони. В США також винайшли «перегони тарганів».
З часом кількість учасників у нелегальних ставках зменшувалась. 2019 року середні витрати на букмекерів у США впали на 25 %, порівняно з 2018-м. Тим часом, витрати на легальні онлайн-казино й ставки виросли на 12 %. Одна з основних причин переходу — це певність у виплаті виграшів. За статистикою, в США 74 % клієнтів букмекерів віддають перевагу легальним провайдерам. При цьому 55% опитаних дослідниками з Американської ігрової асоціації користувачів, що робили ставки у нелегальних букмекерів, вважали, що ці провайдери є легальними.
З появою колективних спортивних ігор, букмекери почали приймати ставки на інші змагання, наприклад, на результати футбольних матчів. У Британії й деяких інших країнах відкрити букмекерську контору та приймати ставки може будь-хто, в інших країнах це право належить державі, подекуди воно трансформувалось в лотереї.
Враховуючи пристрасть людей до азартних ігор, букмекери отримують великі прибутки. Так, італійський футбол фактично існує на засоби, виручені від спортивних лотерей[джерело?] (які знаходяться у власності держави), причому італійський чемпіонат — один з «найбагатших» у світі. Потяг людей до гри часто призводить до залежності і навіть до лудоманії.

## Суть

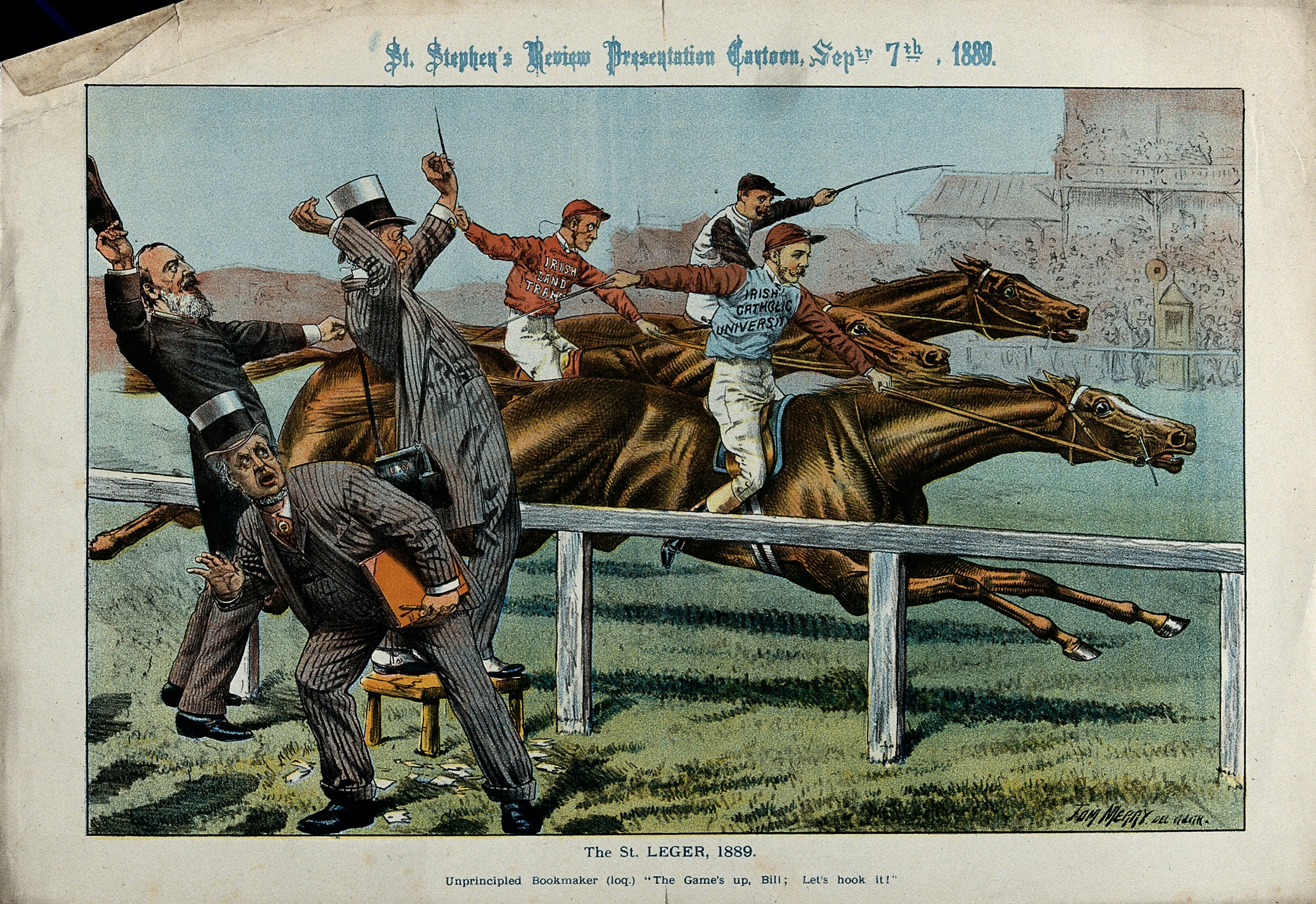
Букмекери спостерігають за кінними перегонами

Букмекерство будується, перш за все, на спортивних змаганнях. Перше місце за кількістю ставок посідає футбол, потім хокей, баскетбол, теніс, автоперегони «Формула-1». Найчастіше ставки роблять на ігри місцевих команд.
Деякі букмекери дозволяють неспортивні ставки: перемога в «Євробаченні», президентські вибори тощо.
Основа букмекерської майстерності — математика. Крупні букмекерські контори щодня пропонують своїм клієнтам зробити ставки на сотні подій. Варіанти ставок ще численніші: можна ставити на переможця, на завершальний рахунок, на кількість голів тощо. Відповідно до уявлень букмекерів про те, яка команда в даному змаганні є фаворитом, призначається фора. Наприклад -1,5. Це означає, що фаворит повинен перемогти з перевагою в 1,5 очка. Проте головний інтерес для гравця складає коефіцієнт, на який множиться його виграш. Коефіцієнт виставляють контори. У правильному визначенні коефіцієнта полягає сенс діяльності букмекерської контори. Розклад змагань зі ставками, форою і коефіцієнтом на один день називається «лінією». Фахівці, що складають лінії, головні здобувачі букмекерських контор. Аналітики отримують до 10% від прибутку контори.